# SS Peter Silvester
Le SS Peter Silvester est un Liberty ship de la marine marchande américaine construit pour la United States Maritime Commission.

## Naufrage
Le 6 février 1945 à 16 h 40, alors qu'il transite dans l'océan Indien sans escorte, il est touché par deux torpilles du U-862 au sud-ouest de l'Australie (34° 19′ S, 99° 37′ E). Les deux torpilles heurtent le côté tribord dans la cale n ° 3, provoquant l'inondation de la cale et la salle des machines. Alors que le navire s'incline à l'avant, il est heurté à 17 h 10 par deux autres torpilles du côté tribord à la cloison transversale entre les cales 2 et 3.
Les huit officiers, 34 membres d'équipage, 26 gardes armés (le navire était armé d'un canon de 4 pouces, 3 pouces et huit de 20 mm) et 107 soldats de l'armée américaine abandonnent le navire dans quatre canots de sauvetage et six radeaux. Peu de temps après, le navire est touché par un coup de grâce dans la cale n ° 1, le brisant en deux juste en avant de la superstructure. La section avant coule immédiatement, tandis que la section arrière reste à flot et est vue pour la dernière fois dans la soirée du 8 février. Au moment de son naufrage, le navire transportait 2 700 tonnes de fournitures de l'armée américaine, en plus de 317 mules à destination de la Birmanie.
15 survivants dans un canot de sauvetage sont récupérés après deux jours par le vapeur américain Cape Edmont et débarqués à Fremantle, en Australie, le 12 février. Les 80 survivants des six radeaux et les 12 survivants d'un canot de sauvetage ont été secourus le 13 février par l'USS Corpus Christi et amenés à Fremantle après cinq jours. 20 survivants dans un troisième bateau ont été récupérés le 28 février par le HMS Activity et débarqués à Fremantle le 2 mars. Les 15 derniers survivants d'un autre bateau ont été secourus le 9 mars par l'USS Rock et débarqués dans le golfe d'Exmouth. Un membre d'équipage, sept gardes armés et 25 soldats (l'un d'eux est décédé des suites de blessures dans un canot de sauvetage) sont décédés dans l'attaque.
Le Peter Silvester est le dernier navire coulé par un sous-marin allemand dans l'océan Indien.